# Aari (Volk)

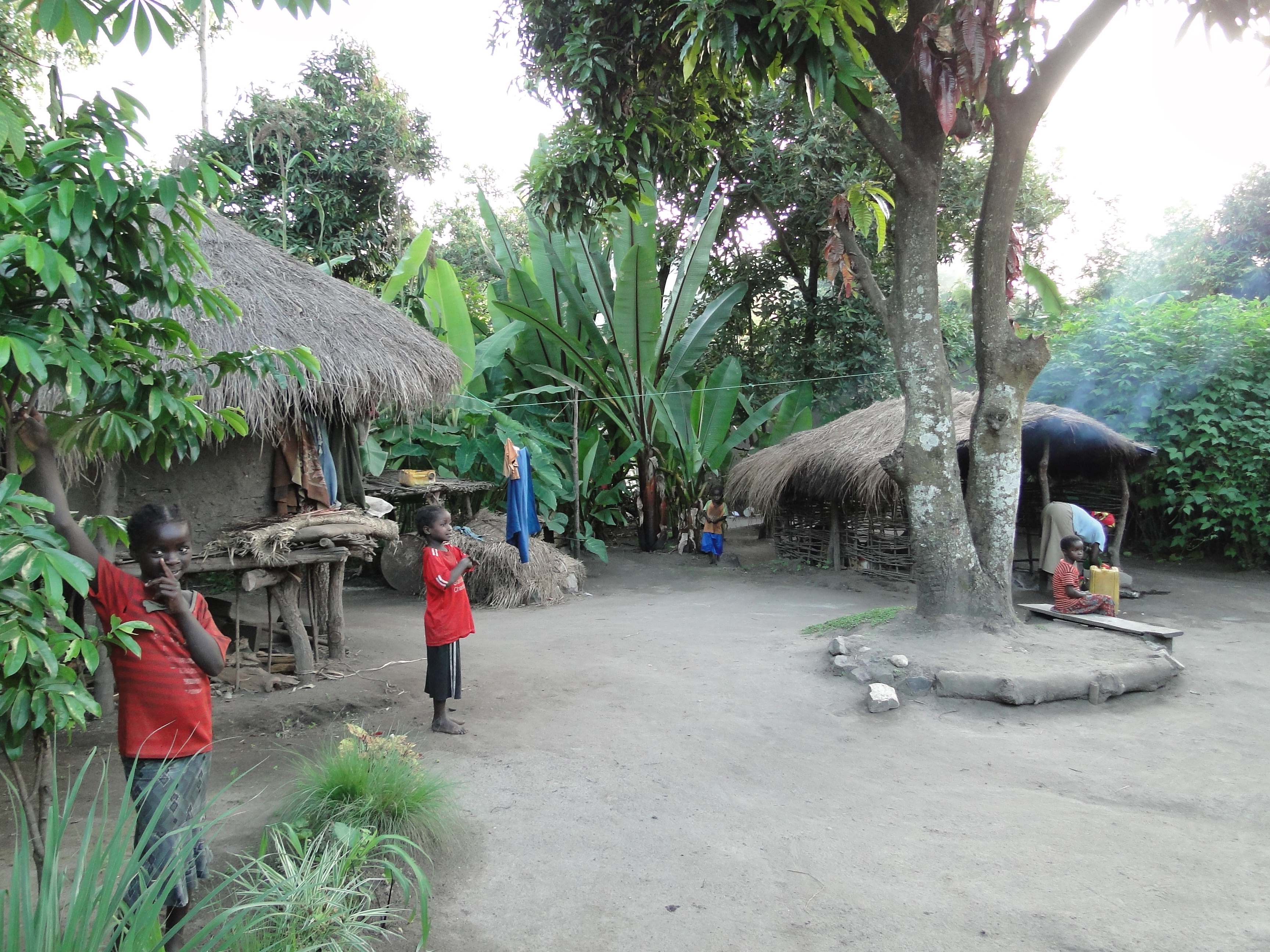
Das aarische Dorf Garteb bei Jinka, Äthiopien

Die Aari sind eine Ethnie in Äthiopien. Sie leben im Gebiet des Flusses Omo in den südwestlichen Ausläufern der Gebirgsketten und den angrenzenden Tälern.
Die Aari sprechen die Sprache Aari, die zu den omotischen Sprachen zählt. Die meisten Aari sind Christen. Das Neue Testament wurde 1997 zum ersten Mal auf Aari veröffentlicht.
Die Aari bauen hauptsächlich Mais und Hirse an, daneben andere Getreide und Gemüse. Der gute Boden und viel Regen sorgen dabei meist für gute Ernten, auch wenn in den umliegenden Gebieten Dürre herrscht.